# Małgorzata Sobieszczak-Marciniak
Małgorzata Sobieszczak-Marciniak – w latach 1994–2014 kustosz – dyrektor Muzeum Marii Skłodowskiej-Curie w Warszawie. 

## Życiorys
Ukończyła studia na Uniwersytecie Warszawskim w Instytucie Profilaktyki Społecznej i Resocjalizacji – specjalizacja psychologiczna. Posiada tytuł magistra.
Prezes Towarzystwa Marii Skłodowskiej-Curie w Hołdzie, członek zarządu Prezydium Głównego Towarzystwa Przyjaźni Polsko-Francuskiej w Warszawie. Była konsultantką przy realizacji filmów Maria Skłodowska-Curie (2004, film dokumentalny), Śladami Marii Skłodowskiej-Curie (2011, film dokumentalny fabularyzowany), Marie Curie (2016, film fabularny). Autorka książek Maria Skłodowska Curie, Maria Skłodowska-Curie. Polscy superbohaterowie oraz Maria Skłodowska-Curie. Kobieta wyprzedzająca epokę. 